# Baranowicz
Baranowicz – polski herb szlachecki, odmiana herbu Syrokomla.

## Opis herbu
W polu czerwonym na łękawicy srebrnej zaćwieczona takaż rogacina podwójnie przekrzyżowana krzyżami skośnymi. Klejnot: trzy pióra strusie. Labry: czerwone, podbite srebrem.

## Najwcześniejsze wzmianki
Z 1668 roku pochodzi wzmianka o Konstantym Baranowiczu, podstolim lidzkim.

## Herbowni
Baranowicz, Jałowski.